# Pamięcinek
Pamięcinek (niem. Bruch-Vorwerk bei Frauendorf) – nieistniejąca jednostka osadnicza w Polsce położona w województwie lubuskim, w powiecie słubickim, w gminie Górzyca.
Jednostka osadnicza prawdopodobnie składała się wyłącznie z Państwowego Gospodarstwa Rolnego. Zlikwidowana z chwilą likwidacji PGR-u.
Była położona na drodze lokalnej prowadzącej od Stawidła (droga krajowa nr 31) w kierunku rzeki Odra.
Obecnie nazwa niemal całkowicie wyszła z użycia.